# タンディ・コーポレーション
タンディ・コーポレーション（Tandy Corporation）は、経営難に陥っていたラジオシャックを1963年に買収し、アメリカ及び世界各地に展開する巨大な電器店チェーンに成長させたことで知られる企業である。もともとは1919年に創業し、テキサス州フォートワースを拠点として皮革を扱っていた。買収時のラジオシャックは9店舗のみ、30万ドルの価値しかなかったが、1971年にはアメリカ内1000店舗を達成。1978年には7000店舗近くになり、売上高は10億ドルを超えていた。70年代後半から90年代前半にかけてはコンピュータ製造事業も手掛け、パーソナルコンピュータ革命に貢献した。
2000年5月にTandyの名前が外され、「ラジオシャック・コーポレーション（RadioShack Corporation）」が正式な社名になった。

## 歴史
タンディ・コーポレーションは1919年、友人だったノートン・ヒンクリー（Norton Hinckley）と デイビッド・タンディ（Dave L. Tandy）の二人によるHinckley-Tandy Leather Companyの設立から始まった。彼らは、はじめテキサス州フォートワースで靴の底革や靴修理用品などを営んでいた。商売は順調で、1927年にはボーモントに出店した。しかし大恐慌によりボーモントは閉鎖し、1932年にはヒューストンに移った。さらに第二次大戦の勃発によって、靴が配給制になり、また民生用の皮革が入手困難になったことで、事業が苦しくなった。第二次大戦後、デイビッド・タンディの息子 チャールズ・タンディは、新規事業だった皮革製品事業を成功させた。ここで会社の方向性を巡って、皮革製品事業に関心のないヒンクリーとタンディ親子との間で意見が分かれた。結局、1950年にTandy Leather Companyが設立されてタンディ親子が皮革製品事業を担うとともに、ヒンクリーは靴事業に集中することになった。チャールズは1955年にタンディ社のトップになり、1978年に60歳で死去するまで会社を率いた。
皮革製品事業のさらなる拡大を目指すため、タンディ社は1955年に、当時ニューヨーク証券取引所に上場していたAmerican Hide and Leather of Bostonの子会社となった（合併後、親会社はGeneral American Industriesに改称）。しかし期待とは裏腹にタンディ社の利益が親会社の損失補填に使われる構図となり、チャールズは親会社の経営権獲得を画策するようになった。1959年11月、チャールズは親会社の取締役会議長となり、経営を握ることに成功した。翌1960年には、タンディ社の本社をフォートワースに移転するとともに、Tandy Corporationと改称した。同年11月、タンディ社はニューヨーク証券取引所に上場した（ティッカーシンボルはTAN、2000年の改称以降はRSH）。
チャールズは多角化による事業拡大を志すようになった。そのために刺繍用品の製造・小売企業であるMerribee Art Embroidery Co.など事業買収を重ねる中、チャールズは電子機器の将来性にも目を付けた。1963年、タンディ社はボストンを拠点とする電器店チェーン・ラジオシャックを買収した。チャールズは経営破綻寸前だったラジオシャックを2年足らずで立て直した。
タンディ・コーポレーションは多くの事業を抱える大企業に成長したが、次第に電子機器部門が有力となり、組織再編が必要になった。1975年に、タンディ・コーポレーションは事業を分割してタンディクラフツ（Tandycrafts Corporation）とタンディ・ブランド（Tandy Brands Inc.）を設立した。タンディ・コーポレーションにはラジオシャックのみが残り、電子機器事業に集中することになった。1986年には、タンディ・コーポレーションから外国事業が分社化され、InterTANが設立された。
1978年11月4日、チャールズが60歳で急逝した。彼の死亡後は、幼馴染のフィリップ・ノース（Philip North）や、コンピュータに詳しくチャールズに重用されていたジョン・ローチ（John V. Roach）、レストラン事業Shoney'sを率いていた外部経営者レオナルド・ロバーツ（Leonard Roberts）といった人物が経営の指揮を執った。
1977年にはTRS-80 (MODEL I)を発売し、コンピュータ製造事業に参入した（詳しくは次節）。初めは大きな市場シェアを得たが次第に低迷し、1993年に事業をASTリサーチに売却してコンピュータ製造事業から撤退した。
2000年、株主により社名の変更が承認され、タンディ・コーポレーションはその名前を消すことになった。改名時にタンディ社のトップだったロバーツは、より有名な「ラジオシャック」ブランドを前面に出すことで、投資家を引き付ける意図であったと説明している。

## コンピュータ

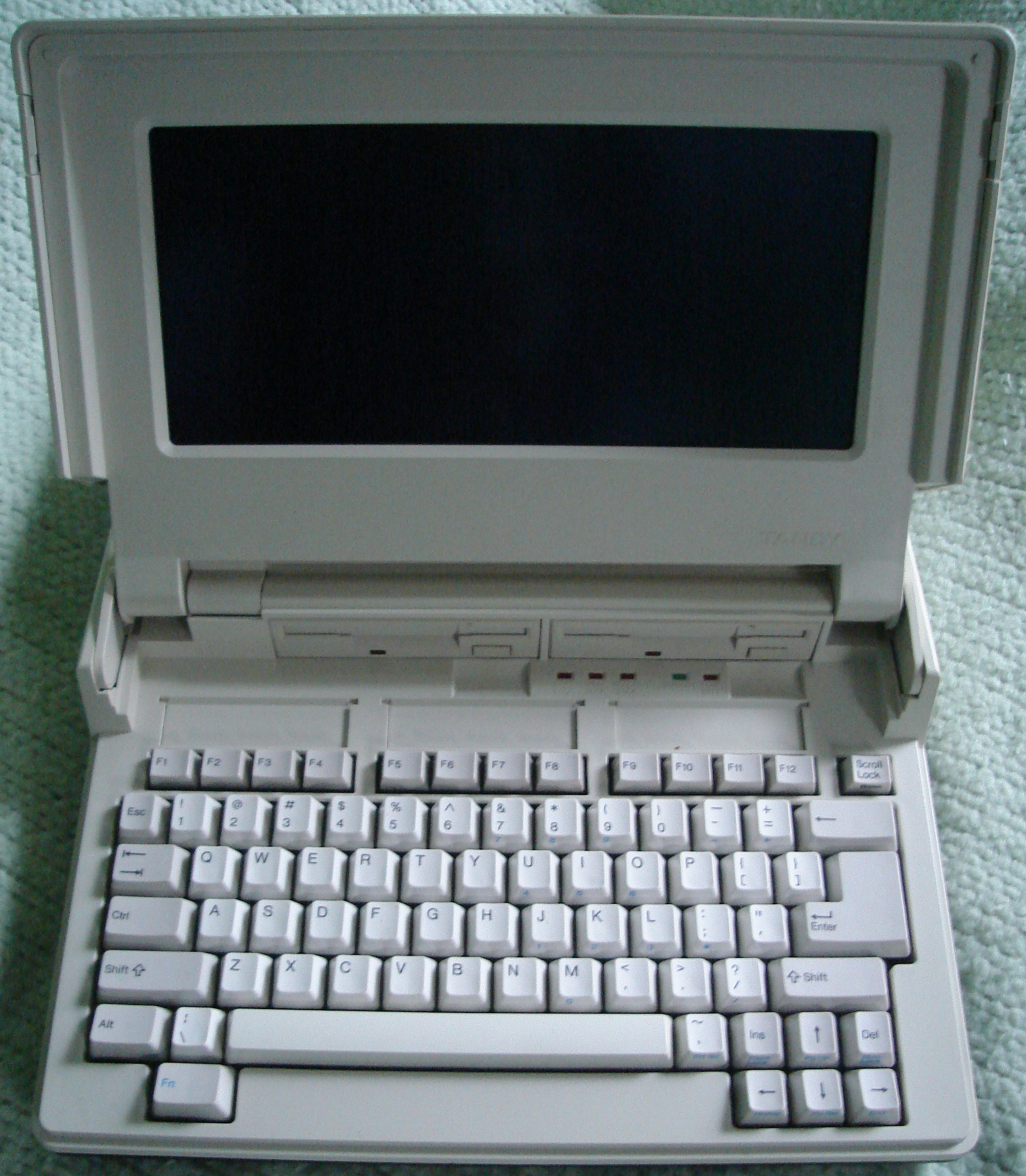
タンディのラップトップコンピュータ 1400LT

タンディ社は、1977年に部品（キット）ではなく組立済のマイクロコンピュータ「TRS-80 (MODEL I)」を発売したことで、コモドールやAppleと並び、パーソナルコンピュータ革命の立役者となった。ウェブサイト「コンピュータ史博物館」では、タンディ製コンピュータがパーソナルコンピュータ革命に果たした役割として、TRS-80 (MODEL I)のように大衆向けの組立済製品を発売したことと、TRS-80 (MODEL 100)（1983年発売）のように携帯型のコンピュータを発売したことの2点を挙げている。
1970年代半ば、タンディ社はCBラジオの需要が一段落し、次の目玉商品を探していた。MITSが開発し、現在では世界初のパーソナル・コンピュータといわれるAltair 8800（1974年）の成功をみて、当時ラジオシャックのバイヤーだったドン・フレンチ（Don French）が組立済の個人向けコンピュータ需要に目を付けた。当時ラジオシャック製造部門の副責任者だったローチは、PC事業への参入に当初あまり乗り気でなかったという。ナショナルセミコンダクターに勤めていたスティーブ・レイニンガー（Steve Leininger、1977年の発売当時25歳）が入社し、1976年6月からフレンチと2人でプロジェクトをスタートさせた。レイニンガーは「キットを作るため雇われた」が、組立済コンピュータを製品開発するよう上層部を説得したという。1976年の12月に、会社から正式にプロジェクトの推進許可が下りた。1977年1月にはチャールズに試作品を披露し、1977年8月には発売に至った。開発費は15万ドルに満たなかったという情報もある。TRS-80 という製品名は、Tandy Radio Shackの頭文字と内蔵のマイクロプロセッサZ-80に由来する。TRS-80の販売にあたってはラジオシャックの流通網を活用することができ、またその価格は、同じく1977年だが先に発売されていたコモドールのPETやAppleのApple IIよりもずっと安かった（経営陣は特に低価格にこだわっていた）。年に3000台と見込んでいた販売台数は、見込みを大きく上回った。発売後一か月で5万台、1977年だけで1万台以上、（他機種も合わせて？）1980年前に10万台以上、合計で20万台以上を販売した、などの情報がある。
続くTRS-80 カラーコンピュータ(1980年。通称"CoCo"）なども成功し、1981年ごろまでに、コンピュータはタンディ社にとって最も重要な事業となった。市場シェアから見ても成功しており、1981年時点で、InfoWorld誌はラジオシャックを「小型コンピュータの支配的サプライヤー」と特徴付けた。一方、自らもコンピュータ製造事業を手掛けていたアダム・オズボーンは同年、タンディが「パソコン分野にほとんどルーツがないのに、チェーン店でコンピュータを売るだけで、市場ナンバーワンのメーカーになっている」ことを、「業界の大きな謎のひとつ」と呼んで批判した 。
タンディ社の市場シェアは発売年である1977年に一気に60％にまでなったが、その後低下した。マイクロコンピュータ分野では後れをとっていた大型コンピュータ大手IBMが1981年に「IBM PC（IBM Personal Computer model 5150）」をリリースしたことが決定的な影響を与えた。IBM PCは性能面で特に優れていたわけではなかったが、技術仕様が公開されたこともあって優れたサードパーティ製品が多く開発された。IBM PCは業界のデファクトスタンダードとなり、他社はIBM-PC互換機（IBM PC Compatible）を製造するという戦略転換を迫られた。タンディ社も戦略を転換し、MS-DOSなどが動作するIBM-PC互換機も作るようになった。1983年発売のTandy 2000や1984年発売のTandy 1000がこれにあたる。価格面等でIBMに優位性を見出そうとしたものの、互換性は完全でなかったため、サードパーティのソフトウェア利用に制限があるという問題は残り続けた。互換機製造への戦略転換により、互換機間の価格競争に巻き込まれることにもなった。
また、ラジオシャックのブランドイメージにも問題があった。ある製品レビュアーは、ラジオシャックのチェーンでタンディ社のパソコンが「おもちゃのラジコンと一緒に売られて」おり、性能に関係なく安物のイメージがついてしまっていることを指摘している。社名や製品名をもじった「Radio Schlock」「Trash-80」といったジョークも存在しており（schlockは低俗、trashはゴミ）、ブランドイメージは重要な問題だった。さらに、もともとビジネス用の大型コンピュータに強かったIBMの参入はビジネスにおける小型コンピュータ（パソコン）の需要も喚起したが、ブランドイメージの問題はこのトレンドへの対応にも障害となった。
1987年時点で、タンディ社のパソコン市場におけるシェアは5％まで低下していた。1988年にポータブルPCで有名だったグリッド・システムズを買収するなど企業努力を続けたが、大勢を覆すことはできなかった。タンディ社自身がパソコンを作る限り、ラジオシャックで他社のパソコンを売ることができないという問題もあった。結局タンディ社は、予想外のタイミングではあったものの、1993年にパソコン製造事業から撤退した。

## タンディ社が関係したビジネス
- ラジオシャック - リンク先記事参照。
- アライド・ラジオ（Allied Radio） - シカゴで設立されたラジオの製造・小売チェーン。タンディ社が1970年に買収[30]。ラジオシャックと統合してAllied Radio Shackというブランドにしたが連邦政府が問題視、結局Allied Radioの小売部門（店舗等）は売却してブランド名をRadio Shackに戻した。製造部門はAllied Electronicsとしてタンディ社に残ったが、1981年に売却された[31]。
- グリッド・システムズ（GRiD Systems Corporation） - 1979年に設立されたポータブルPCのメーカー。その製品構成には、最初期のラップトップコンピュータのひとつと言われるGRiD Compass(1982年)、その後継機GRiDCASE (1985年)、GRiDLite（1987年）、タブレットコンピュータの先駆けといわれる GRiDPad (1989年) などがあった。タンディ社が1988年に買収した[10][29]。
- マクダフ・エレクトロニクス（McDuff Electronics） - 1944年創業の電器店チェーン。タンディ社が1985年に買収した[10][28][32]。1995年に、リストラクチャリングの一環としてほとんどのマクダフ店舗が閉鎖された[33]。
- ビデオコンセプツ（Videoconcepts） - タンディ社が1985年に買収した[10][28]。1995年に、リストラクチャリングの一環として全てのビデオコンセプツ店舗が閉鎖された[33]。
- タンディクラフツ（Tandycrafts） - タンディ・コーポレーションの事業分割によって1975年に設立。主に、電子機器以外の製造・小売事業を引き受けた。設立時の事業はTandy Leather Company、American Handicrafts、Decorating and Crafts magazine、Color Tile、Magee、Merribee Needlearts、Woodie Taylor Vending、Automated Custom Food Services、Stafford-Lowdon、Bona Allenなど[6]。
- タンディ・ブランド（Tandy Brands） - タンディ・コーポレーションの事業分割によって1975年に設立。皮革部門、アクセサリー、家具事業など？を引き受けた[34][35]。
- インタータン（InterTAN） - 1986年にタンディ社より分割して設立された、ラジオシャックの外国事業を担う企業。
- レオナルド・デパートメント・ストア（Leonard's Department Store） - レオナルド兄弟によるテキサス州フォートワースでの事業。1918年創業。年を追うごとに事業拡大し、商業地区のようになっていた。1967年に地下鉄とともにタンディ社が買収したが収益性は回復せず、1974年に事業売却された。建物群は1979年に取り壊された[36][37]。
- タンディ・センター（Tandy Center） - テキサス州フォートワースに所在。1977年[12]に竣工したタンディ・コーポレーション本社建物の呼び名。1963年に地下鉄とともに建てられたレオナルド・デパートメント・ストアの建物が1974年に取り壊され、その跡地に建てられた。2001年に売却され、現在はシティ・プレイス（City Place）と呼ばれる。
- タンディ・センター地下鉄（Tandy Center Subway） - 1963年にレオナルドM&O地下鉄（Leonard M&O Subway）として開通。路線距離1.1㎞。一緒に建てられたレオナルド・デパートメント・ストアの建物と大規模駐車場を結ぶためだった。タンディ・センター建設によりタンディ・センター地下鉄に改称。90年代のショッピングモール移転や2001年のラジオシャック本社建物売却もあり、2002年に廃止。アメリカで唯一の民間所有の地下鉄だった。
- ピアワンインポーツ（Pier 1 Imports） - テキサス州フォートワースに拠点を置いていた小売企業。1962年にチャールズ・タンディらがCost Plusを創業。ラジオシャック事業に集中するため、1966年に共同創業者らへ事業売却、Pier 1 Importsへ改称された[38]。（その後1970年に上場、1999年に売上10億ドル、2020年に経営破綻。）
- ウォルフ・ナーサリー（Wolfe Nursery） - 園芸植物の小売チェーン。タンディ社が1966年に買収。買収後も事業は拡大したが、タンディ社が電子機器事業に集中するため、1975年にピアワンインポーツへ売却[39]。